# Arrondissement de Liège
Arrondissement de Liège är ett arrondissement i Belgien.   Det ligger i provinsen Liège och regionen Vallonien, i den östra delen av landet, 90 kilometer öster om huvudstaden Bryssel. Antalet invånare är 621 499. Arean är 797 kvadratkilometer.
Terrängen i Arrondissement de Liège är kuperad åt sydost, men åt nordväst är den platt.
I omgivningarna runt Arrondissement de Liège växer i huvudsak blandskog. Runt Arrondissement de Liège är det tätbefolkat, med 570 invånare per kvadratkilometer.

## Kommuner
Följande kommuner ingår i arrondissementet;

- Ans
- Awans
- Aywaille
- Bassenge
- Beyne-Heusay
- Blégny
- Chaudfontaine
- Comblain-au-Pont
- Dalhem
- Esneux
- Flémalle
- Fléron
- Grâce-Hollogne
- Herstal
- Juprelle
- Liège
- Neupré
- Oupeye
- Saint-Nicolas
- Seraing
- Soumagne
- Sprimont
- Trooz
- Visé